# Cominella mirabilis
Cominella mirabilis är en snäckart. Cominella mirabilis ingår i släktet Cominella och familjen valthornssnäckor.

## Underarter
Arten delas in i följande underarter:
- C. m. canturiensis
- C. m. mirabilis
- C. m. powelli